# Сус
Сус (арап. سوسة, фр. Sousse) је лучки град у Тунису. Налази се на обали Средоземног мора, око 143 километара јужно од престонице Туниса. Има око 173.000 становника, и око 400.000 у ширем подручју, по чему је Сус трећа агломерација у земљи. 
Познат је по једној од најочуванијих и највећих медина у исламском свету. До почетка француске колонизације, сав град је био смештен у оквирима медине, а касније се нагло раширио на околину. У близини медине се налази лука.
Као и код већине приобалских градова и овде је основна привредна грана риболов, али у околини се налазе и велике плантаже маслина. У новије време постао је познато туристичко одредиште за хиљаде туриста из Европе. Дуж дугачке пешчане плаже налази се велики број хотела. Задњих година су повећана улагања у хотеле, па ничу све већи и раскошнији хотели.

## Становништво
| Година       |
| Становништво |
| ------------ |

## Партнерски градови
- Брауншвајг
- Константин
- Љубљана
- Маракеш
- Латакија
- Van Nuys
- Квебек
- Измир
- Санкт Петербург
- Мајами